# Gaspar Lefébvre

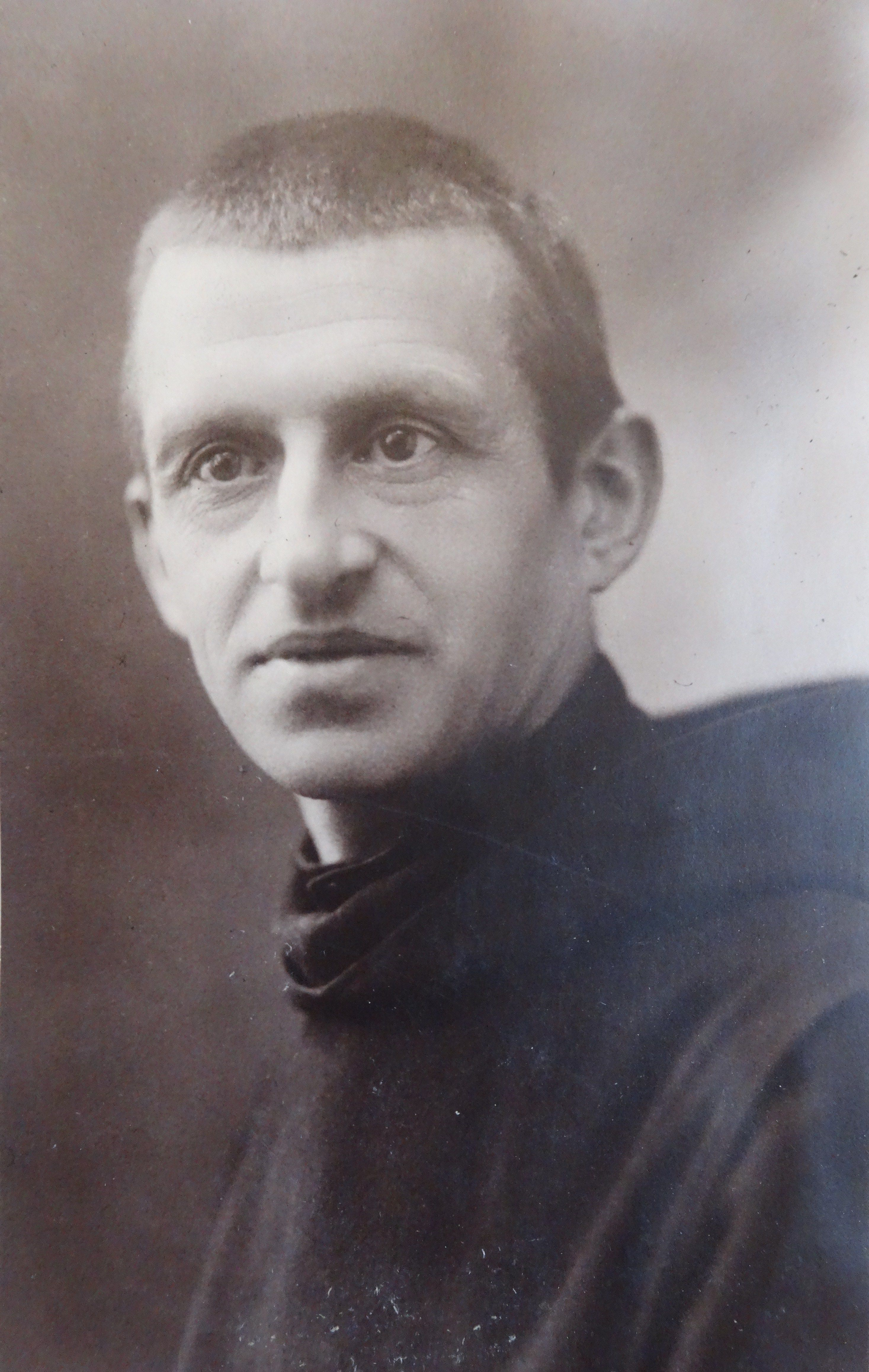
Dom Gaspar Lefebvre

Gaspar Lefébvre (Rijsel, 17 juni 1880 - Sint-Andries, 16 april 1966) was een Frans-Belgische benedictijnse monnik, sleutelfiguur in de liturgische vernieuwing binnen de katholieke kerk na de Eerste Wereldoorlog.

## Levensloop
Geboren in Rijsel als Pierre Lefébvre, zesde van de tien kinderen in het gezin van een welvarende textielindustrieel, liep hij school in het jezuiëtencollege van Rijsel. Toen deze school als gevolg van Franse antikerkelijke wetten moest sluiten, vervolgde hij zijn studies in de Belgische abdijschool van Maredsous, waar hij sterk de invloed onderging van de rector, Gerard van Caloen.
In 1899 werd hij novice in de Abdij van Maredsous en kreeg Gaspar als religieuze naam. Hij studeerde theologie in Leuven onder de leiding van dom Columba Marmion en werd in 1904 tot priester gewijd. Hij vertrok in 1906 naar de abdij van Rio de Janeiro, met de bedoeling er zijn hele leven aan missionering te wijden. In 1910 kwam hij wegens gezondheidsproblemen naar Europa terug. Bij zijn terugkeer in Brazilië in 1911 werd hij belast met de heroprichting en restauratie van de oude abdij van Parahyba, een moeilijke opdracht, die sterk werd tegengewerkt door de plaatselijke bisschop.
In 1914 kwam hij naar Europa terug om de erfenis van zijn overleden vader te regelen en tevens om nieuwe financiële middelen en bijkomende werkkrachten te zoeken. Hij werd er door de oorlog verrast en ging bij een zus van hem wonen in Tourcoing. Hij begon er aan wat zijn levenswerk zou worden: de bevordering van een actieve liturgie en van het betrekken van de gelovigen bij de misviering. Hij ving aan met het publiceren van brochures gewijd aan aspecten van het liturgisch jaar.
Toen, na de oorlog, de Braziliaanse abdij in Parahyba werd gesloten en verkocht, werd Lefébvre opgenomen in de Sint-Andriesabdij bij Brugge en kreeg er van de abt Theodore Nève alle steun om zijn liturgische activiteiten te ontwikkelen. Hij begon toen aan de omvangrijke onderneming van het publiceren van missalen. De eerste, in 1920, werd de Missel Vespéral Romain Quotidien (in een versie voor Frankrijk en een voor België). Op bijbelpapier gedrukt en uitgegeven door het Liturgisch Apostolaat, dat hij had opgericht, werden de missalen gedrukt en verspreid door de Sint-Augustinusdrukkerij van de Brugse uitgever Desclée de Brouwer. In het 1820 bladzijden tellende missaal werden alle liturgische teksten, naast het Latijn ook in de volkstaal gepubliceerd, vergezeld van talrijke supplementaire informatie. Daarnaast publiceerde hij ook nog onder meer een missaal voor kinderen, een vakantiemissaal en een liturgisch tijdschrift dat een verdediger werd van het gebruik van de volkstaal in de liturgie en van de deelname van de gelovigen aan het liturgisch gebeuren.
De missalen werden geïllustreerd door René De Cramer (Aalter, 23 december 1876 - Gent, 15 november 1951). De eerste druk van de Missel vespéral romain bedroeg 70.000 exemplaren. De herdrukken gebeurden telkens op 250.000 exemplaren. Tussen 1921 en 1937 verkocht het Liturgisch Apostolaat bijna 2 miljoen missalen. Ook in de volgende jaren bleef de verkoop sterk doorgaan en steeg tot een totaal van boven de 4 miljoen exemplaren, totdat het Tweede Vaticaans Concilie hieraan in het begin van de jaren 1960, door de nieuwe wending die de liturgie nam, een einde maakte.

## De Dochters van de Kerk

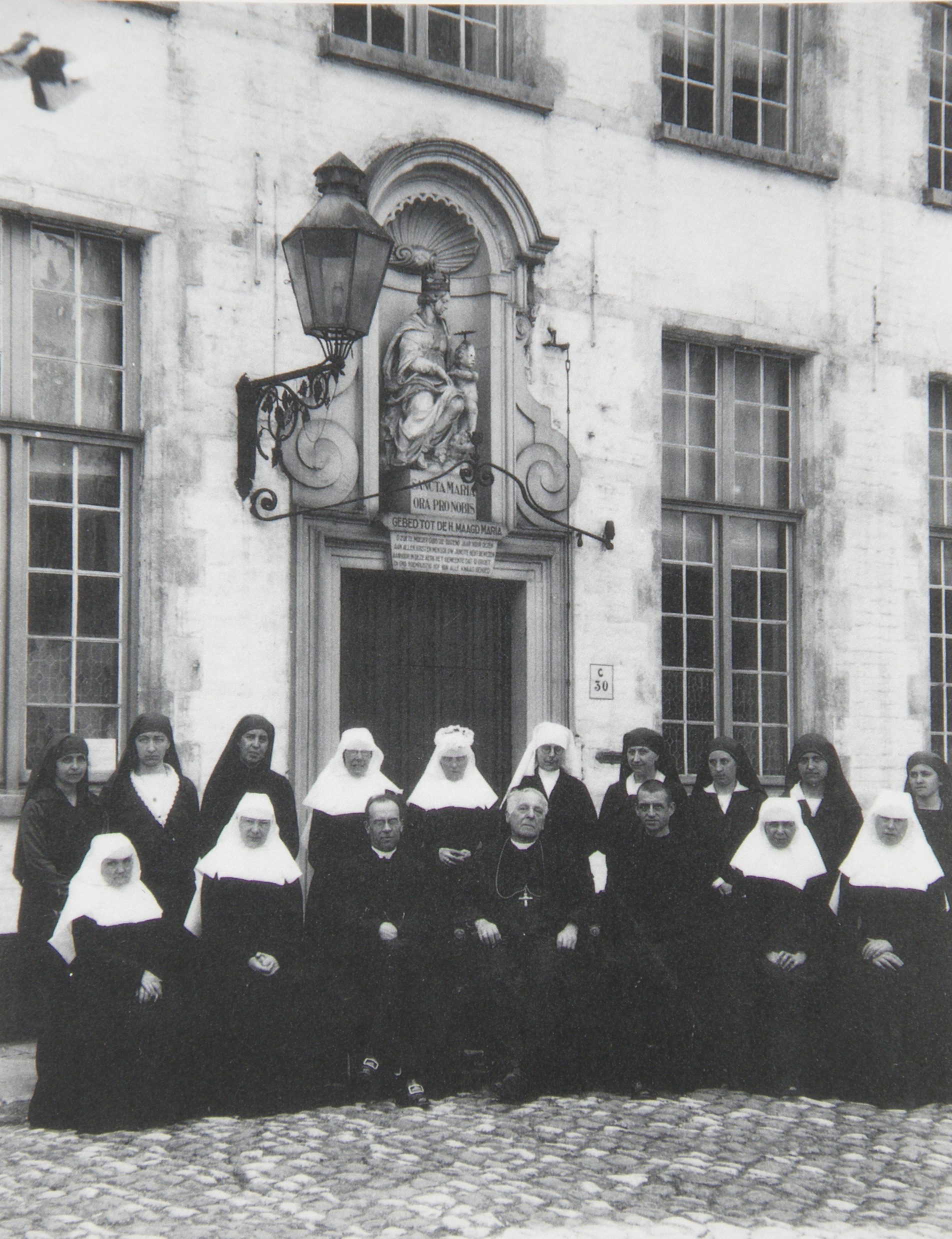
Rodolphe Hoornaert, een prelaat van Groot-Brittannië en Gaspar Lefébvre, omringd door de Brugse begijnen en de Dochters van de Kerk van Nîmes.

Tijdens zijn liturgische activiteiten had Lefébvre in Nîmes een embryo van een religieuze congregatie in het leven geroepen, die zich niet makkelijk ontwikkelde. Hij kwam in Brugge in contact met Rodolphe Hoornaert, die naar een nieuwe adem zocht voor de uitstervende begijnengemeenschap. Ze besloten hun krachten te bundelen. Met de laatste zeven begijnen en met de nieuwe aanbreng van Franse kandidaat-religieuzen stichtten ze in 1927 het 'Klooster van de Wijngaard - Les Filles de l'Eglise - Dochters van de Kerk'. De jonge congregatie nam de regel van Benedictus aan en werd door de bisschop van Brugge als bisschoppelijke congregatie goedgekeurd.

## Missalen
De talrijke missalen die dom Gaspar publiceerde waren:
- Missel Quotidien et Vespéral romain, 1920.
  - Engelse editie, 1924.
  - Spaanse editie, 1927.
  - Poolse editie, 1932.
  - Italiaanse editie, 1936.
  - Portugese editie, 1937.
- Missel des Jeunes, 1922.
- Missel quotidien pour enfants, 1928.
- Missel de la Jeunesse Catholique, 1931.
- Missel pour les scouts, 1931.
- Missel des Vacances, 1939.
- Missel de Route pour les soldats, voyageurs et scouts, 1940.

Opvallend is dat de in Brugge gevestigde abdij nooit een missaal in het Nederlands uitgaf. De verklaring is dat hierin werd voorzien door medebroeders in de abdij van Affligem, die al in 1915 de eerste editie van hun succesvol Volksmisboek en Vesperale uitgaven (dertiende en laatste editie in 1965). Concurrentie zou als onvriendelijk zijn beschouwd.

## Publicaties
- Le catéchisme liturgique, 1914.
- Le cycle liturgique, temporal et sanctoral, 1915.
- Liturgia, ses principes fondamentaux, 1920 (zesde uitgave in 1946).
- Un grand moine et apôtre au XXe siècle. Son Excellence révérendissime Dom. Gérard van Caloen, 0. S. B., évêque titulaire de Phocée, restaurateur de la Congrégation brésilienne et fondateur de l'Abbaye de Saint-André, in: Bulletin des Missions, XII, 1932, speciaal nummer.
- La Messe, centre de notre vie spirituelle, 1934.
- Le Christ, vie de l'Eglise. Quatorze instructions en forme de retraite, Brugge, 1949.
- Restauration de la congrégation bénédictine du Brésil, 1952.
- L'esprit de Dieu dans la Sainte Liturgie, Collection Je sais, Je crois, Dixième partie : L'Église dans sa liturgie et dans ses rites, Parijs, 1958.
- Notre participation au drame de la Rédemption par la Liturgie, 1958.